# Kanton Charlieu
Charlieu is een kanton van het Franse departement Loire. Het kanton maakt deel uit van het arrondissement Roanne.

## Gemeenten
Het kanton Charlieu omvatte tot 2014 de volgende 14 gemeenten:
- Boyer
- Chandon
- Charlieu (hoofdplaats)
- Jarnosse
- Maizilly
- Mars
- Nandax
- Pouilly-sous-Charlieu
- Saint-Denis-de-Cabanne
- Saint-Hilaire-sous-Charlieu
- Saint-Nizier-sous-Charlieu
- Saint-Pierre-la-Noaille
- Villers
- Vougy

Bij de herindeling van de kantons door het decreet van 26 februari 2014 met uitwerking in 2015 werd het kanton uitgebreid tot volgende 31 gemeenten:
- Arcinges
- Belleroche
- Belmont-de-la-Loire
- La Bénisson-Dieu
- Boyer
- Briennon
- Le Cergne
- Chandon
- Charlieu
- Combre
- Coutouvre
- Cuinzier
- Écoche
- La Gresle
- Jarnosse
- Maizilly
- Mars
- Montagny
- Nandax
- Pouilly-sous-Charlieu
- Pradines
- Régny
- Saint-Denis-de-Cabanne
- Saint-Germain-la-Montagne
- Saint-Hilaire-sous-Charlieu
- Saint-Nizier-sous-Charlieu
- Saint-Pierre-la-Noaille
- Saint-Victor-sur-Rhins
- Sevelinges
- Villers
- Vougy